# Дальневосточная зубатка
Дальневосточная зубатка(лат. Anarhichas orientalis) — вид лучепёрых рыб, относящийся к семейству зубатковых.

## Внешний вид и строение
Тело удлинённое, несколько сжато с боков, покрыто циклоидной чешуёй. Спинной плавник очень длинный с 83—88 мягкими лучами, доходит до основания хвостового плавника. В длинном анальном плавнике 53—55 мягких лучей. Хвостовой плавник закруглённый, не сливается со спинным и анальным плавниками.
Дальневосточная зубатка отличается от атлантических представителей рода Anarhichas большим количеством позвонков (86—88) и лучей в анальном плавнике.
Максимальная длина тела 112 см.
Окраска взрослых особей тёмная и однотонная, у молоди есть тёмные полосы, идущие вдоль тела. По мере вырастания рыбы они распадаются на пятна, которые постепенно исчезают. Зубы бугорковидные, очень прочные.

## Распространение и места обитания
Дальневосточная зубатка встречается у берегов Азии от острова Хоккайдо на юге до восточного побережья Камчатки на севере, а ещё у Командорских и Алеутских островов, у островов Прибылова и в Чукотском море. Многочисленна в заливе Нортон на Аляске. Населяет заросли прибрежной морской растительности.

## Питание
Дальневосточная зубатка кормится моллюсками, иглокожими, ракообразными и рыбой. Взрослое животное способно своими челюстями дробить очень толстые раковины.

## Размножение
Икра крупная, вымётывается летом. Мальки ведут пелагический образ жизни.

## Дальневосточная зубатка и человек
Хозяйственного значения этот вид не имеет, хотя в заливе Нортон дальневосточную зубатку ловят эскимосы. Они закладывают её шкуру между швов обуви и одежды. Намокнув, шкура набухает, стягивает швы и делает их непромокаемыми.